# 九州大学
九州大學（日语：／ Kyūshū daigaku），簡稱九大（日语：／ Kyūdai），是日本一所本部位於福岡縣福岡市西區元岡的國立研究型綜合大學。学校起源於1867年的福岡藩醫學校贊生館，前身是1911年创建的舊制帝国大学之一九州帝國大學，现为日本指定國立大學法人。

## 历史沿革

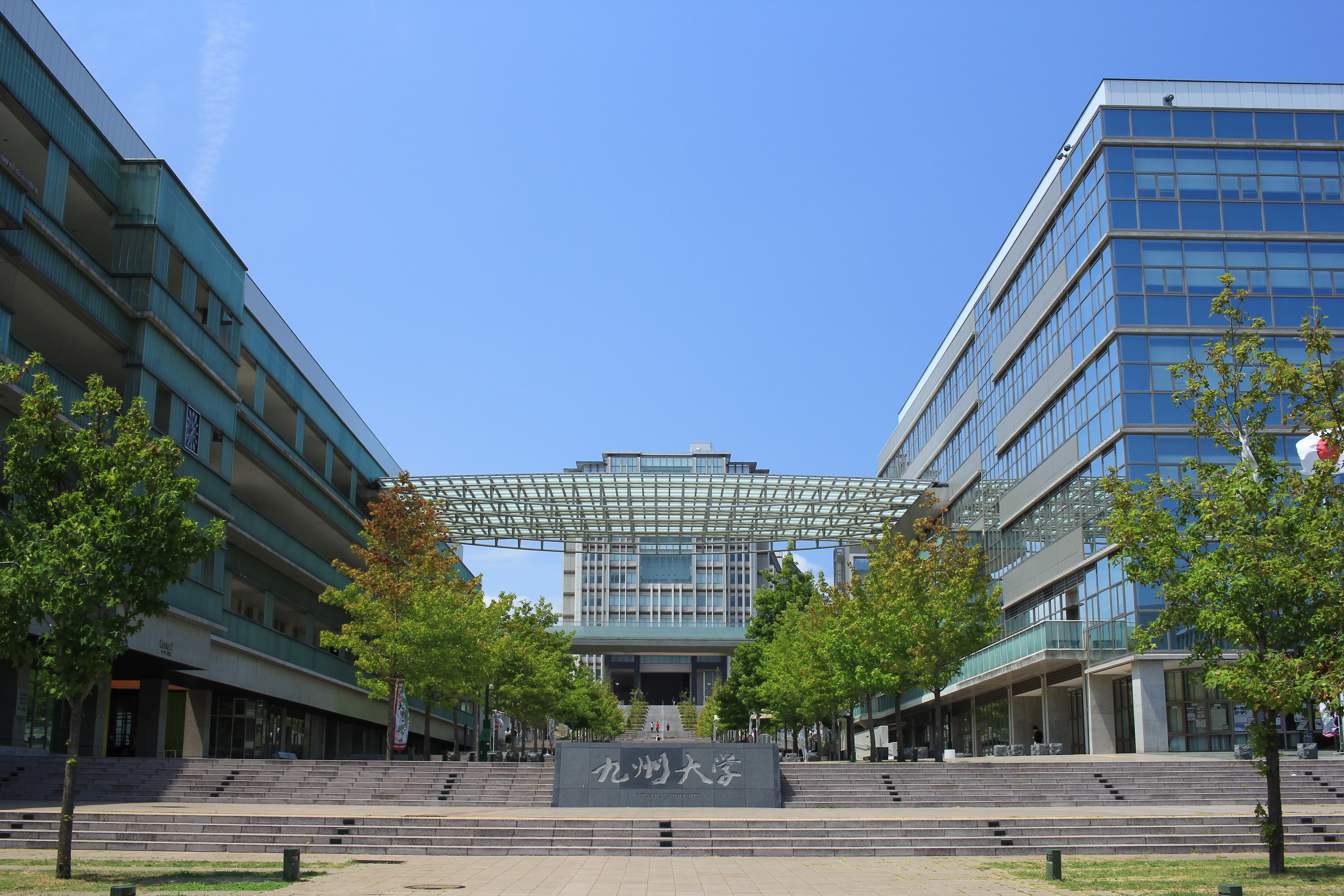
九大伊都校區（中心部）

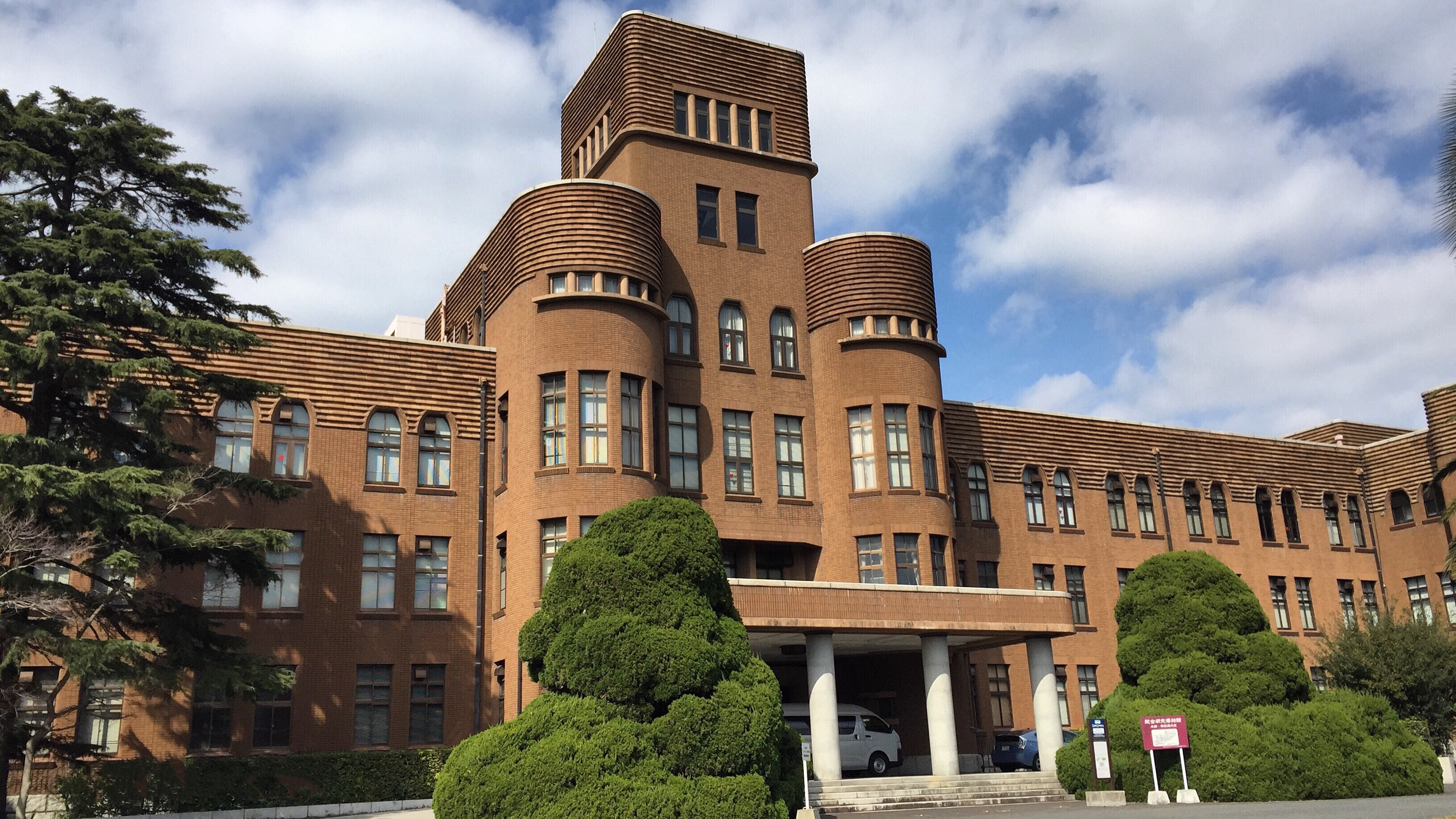
九大箱崎校區（原本部所在地，現已不承擔教學任務）

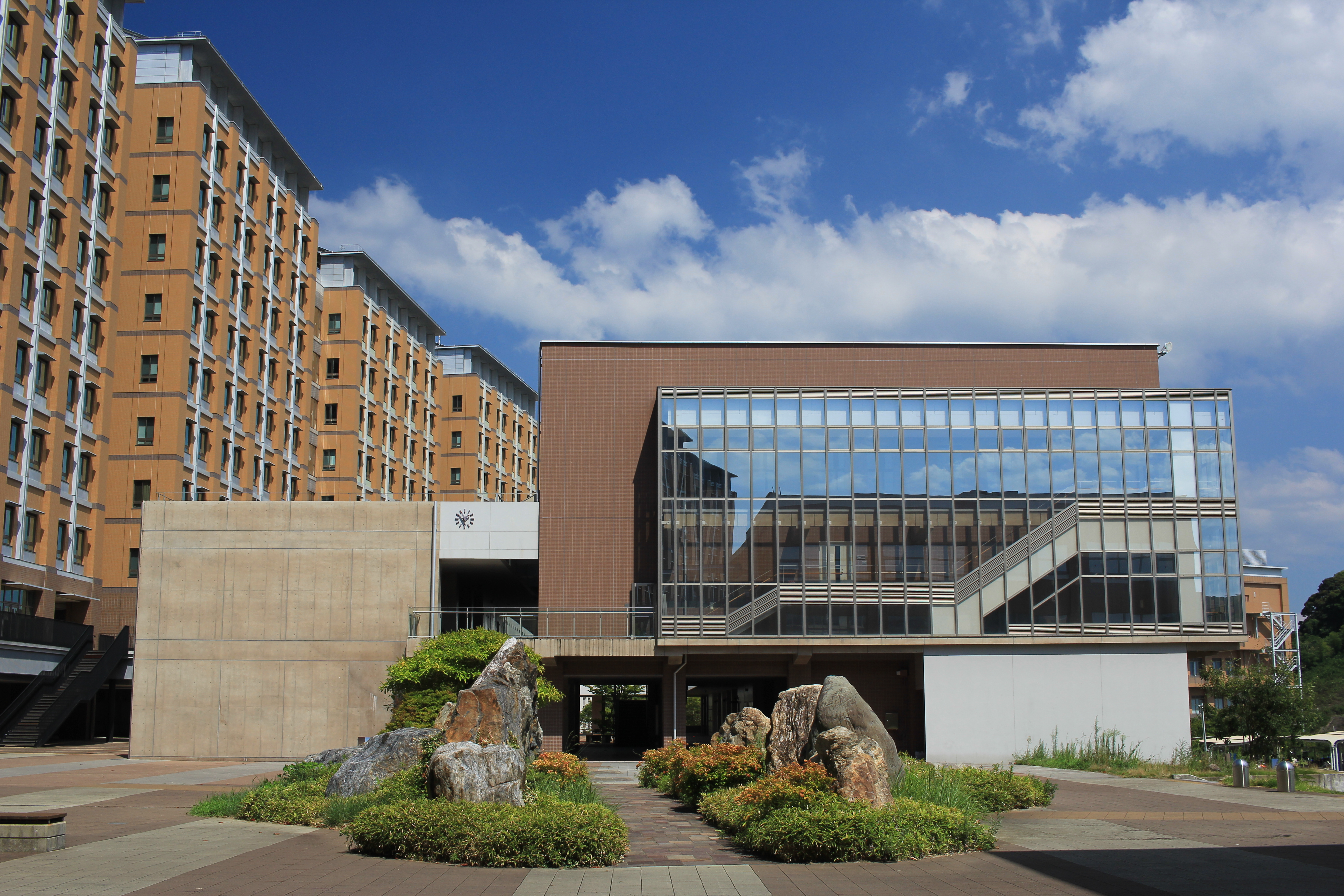
九大伊都校區（西部）

### 贊生館
1867年，當時統治福岡地區的黑田藩於天神設立了實行醫學教育的藩校贊生館。1872年由於施行學制而廢校的同時，其附屬醫院在此期間還是繼續開設。
附属醫院在1874年成為修猷館附屬診療所，1879年改組為福岡縣立福岡醫學校附屬醫院。
在福岡縣立福岡醫學校廢校后，附属医院作为福岡縣立福岡醫院繼續存在。

### 京都帝國大學福冈医科大学
1886年帝國大學令公布後，在九州設置一所帝國大學的機會相當高，終於在1900年1月29日的第14次帝國議會中通過《九州帝国大学、東北帝國大學設置建議案》。在建議案通過後，尚有自古醫學就相當盛行的長崎縣和設有第五高等學校的熊本縣也在爭取帝國大學的立校。
1903年，由起源於贊生館的福岡縣立福岡醫院設立京都帝國大學福岡醫科大學，作為京都帝大的分科大學，也是後來的九州帝國大學的前身。

### 九州帝國大學
古河財閥在1906年提出福岡工科大學、仙台理工大學、札幌農科大學建築建設的捐贈金，九州帝國大學的設置有了轉機。古河財閥大約100萬元的捐贈金中有六成作為九州帝國大學工科大學校舍建設的資金，再加上福岡縣的捐贈金，1911年1月1日九州帝國大學成立。
古河財閥剩下的四成捐贈金則使用在升格為東北帝國大學農科大學的札幌農學校（1907年9月，之後成為北海道帝國大學）以及新設立的東北帝國大學理科大學（1911年1月1日）中。
1911年九州帝国大学工科大学官制施行 ，以分科大学設立醫科大学、工科大学。1919年《帝国大学令》修改，各分科大学改制為醫学部與工学部，並設立農学部。1922年9月25日，愛因斯坦訪問九州帝國大學理工學部。1924年設立法文学部，招收二名女学生。1939年設立理学部。

### 九州大學
1947年由於《帝國大學令》改為《國立總合大學令》，改名為九州大學。1949年，位於福岡地區的舊制九州大學，再加上九州大學附屬醫學專門部、福岡高等學校、久留米工業專門學校，成為新制的九州大學。
1949年，法文学部改組後成為文学部、法学部、経済学部。文学部並從教育学部分離。福岡高等学校、久留米工業専門学校、舊制九州大学統合後成為新制九州大学及各分校。1953年，新制大學院（研究所）設置。
舊福岡高等學校的設施與教職員併入九州大學第一分校（1955年與第二分校整合為九州大學分校，1963年開始稱為教養部），舊久留米工業專門學校設為第二分校（1955年與第一分校合併），舊陸軍步兵第四十八連隊兵舍遺址則設為第三分校（1951年廢止）。
1963年，分校經改組設立教養部。1964年設立藥学部。1967年設立齒学部。1968年九州藝術工科大学創立（現九州大學藝術工學部）。

1994年廢除教養部。1997年醫学系研究科與工学研究科開始“大学院重点化”。2000年，大学院重点化之完成同時引進学府、研究院制度，大学院（研究所）的所有研究科皆改組為研究院與学府。將大學院原本作為研究與教育組織的「研究科」，分成教育組織「學府」與研究組織「研究院」，也就是將大學院的研究與教育單位分離。教職員屬於研究院，大學院生屬於學府，而大學部學生則屬於學部，基本上研究院長也可兼任學府長與學部長。

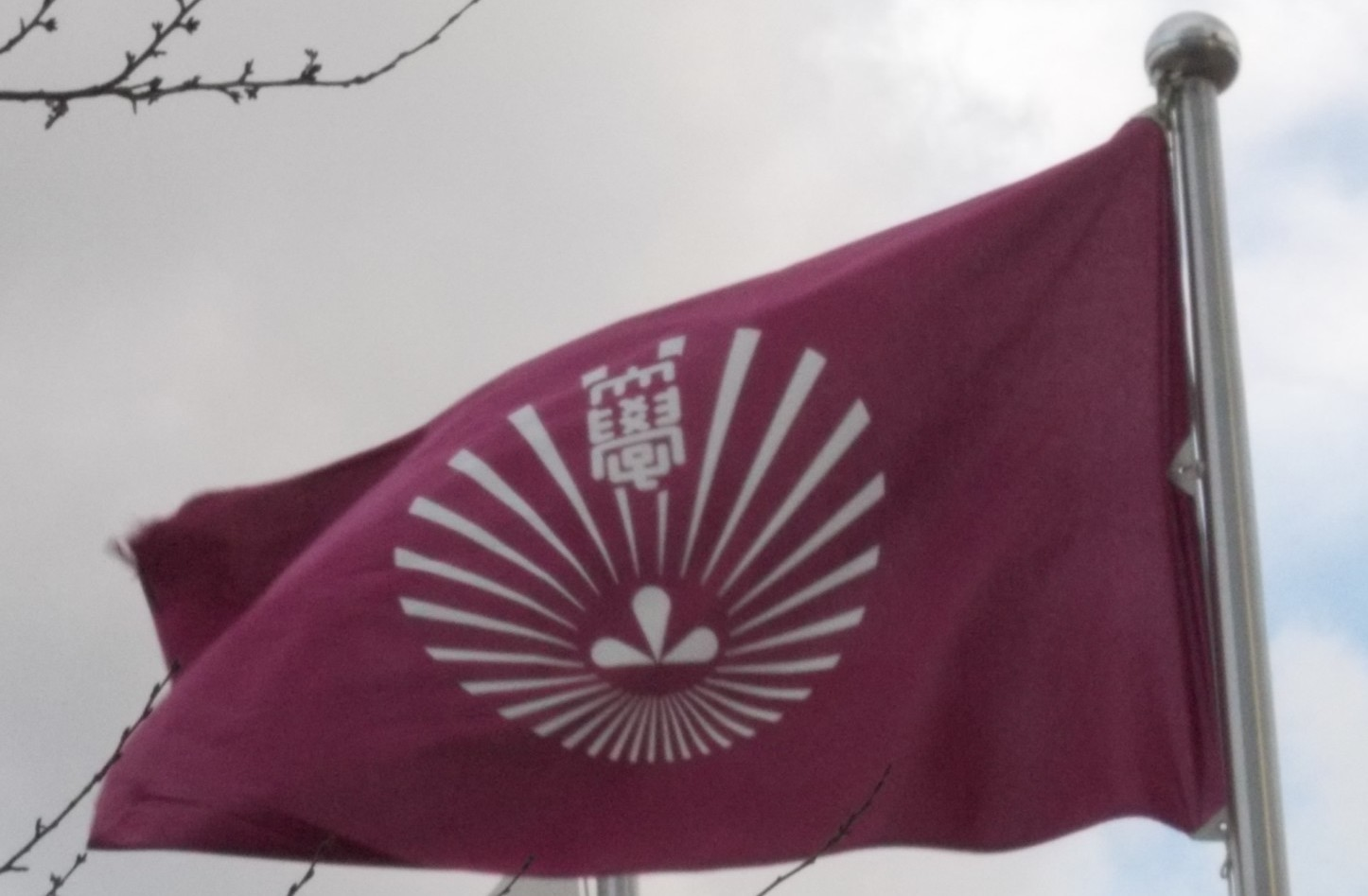
九大校旗

2003年根據法律第29號2003年，與九州藝術工科大学併校，组建九州大学藝術工学研究院・藝術工学府・藝術工学部。2004年根據國立大學法人化，從原本由國家直接設置管理的國立大學轉為國立大學法人九州大學。同年並設立法務学府。2005年，開設伊都校区。

## 機構设置

### 大學學部
- 文學部
- 教育學部
- 法學部
- 經濟學部
- 理學部
- 醫學部
- 齒學部
- 藥學部
- 工學部
- 藝術工學部
- 農學部
- 共創學部

### 研究所
- 大學院人文科學府
- 大學院比較社會文化學府
- 大學院人間環境學府
- 大學院法學府
- 法務學府 (法科大學院)
- 大學院經濟學府
- 大學院言語文化研究院
- 大學院理學府
- 大學院數理學府
- 大學院系統生命科學府
- 大學院醫學系學府
- 大學院齒學府
- 大學院藥學府
- 大學院工學府
- 大學院藝術工學府
- 大學院系統資訊科學府
- 大學院綜合理工學府
- 大學院生物資源環境科學府
- 大學院統合新領域學府

## 校區分布
- 伊都校區 〒819-0395 福岡縣福岡市西區元岡744，目前校本部所在地，面積達275公頃，為日本面積最大的單一校區。
  - 交通：JR九州筑肥線九大學研都市站（與福岡地鐵機場線直通運行）轉乘昭和巴士九州大學線，或者博多站、天神站/西鐵福岡（天神）站、天神南站轉乘西鐵巴士（日语：西鉄バス）。
  - 目前因地處偏遠、交通不便（且費用高）而飽受詬病[3]。
- 馬出（醫院）校區  〒812-8582 福岡縣福岡市東區馬出3-1-1 (附屬醫院)
  - 交通：福岡地鐵箱崎線馬出九大醫院前站
- 筑紫校區  〒816-8580 福岡縣春日市春日公園6-1
  - 交通：JR九州鹿兒島本線大野城站、西鐵天神大牟田線白木原站
- 大橋校區  〒815-8540 福岡縣福岡市南區鹽原4-9-1
  - 交通：西鐵天神大牟田線大橋站
- 別府校區  〒874-0838 大分縣別府市鶴見4546
  - 交通：JR九州日豐本線別府站轉乘龜之井巴士（日语：亀の井バス）至九大別府醫院巴士站

## 大學排名
- 泰晤士高等教育「日本大學排名」：日本第4名（2019、2020年）[4]。

- QS世界大學排名：第124名[5]
  - 世界第36：採礦工程
  - 世界51+：化學、化學工程、材料科學
  - 世界101+：建築學、生物科學、物理與航太、藝術與設計、農學、機械工程、電腦科學、藥理學、電子電機
  - 世界第119：自然科學；世界第138：工程技術；世界第178：生命科學
  - 世界200+：法學、語言學、地理學、地球科學、都市學、數學、醫學

- Nigel Ward 日本大學排名：第7名[6]（研究經費·論文引用率·入學難易度·聲望）

## 校友

### 理化、工程學

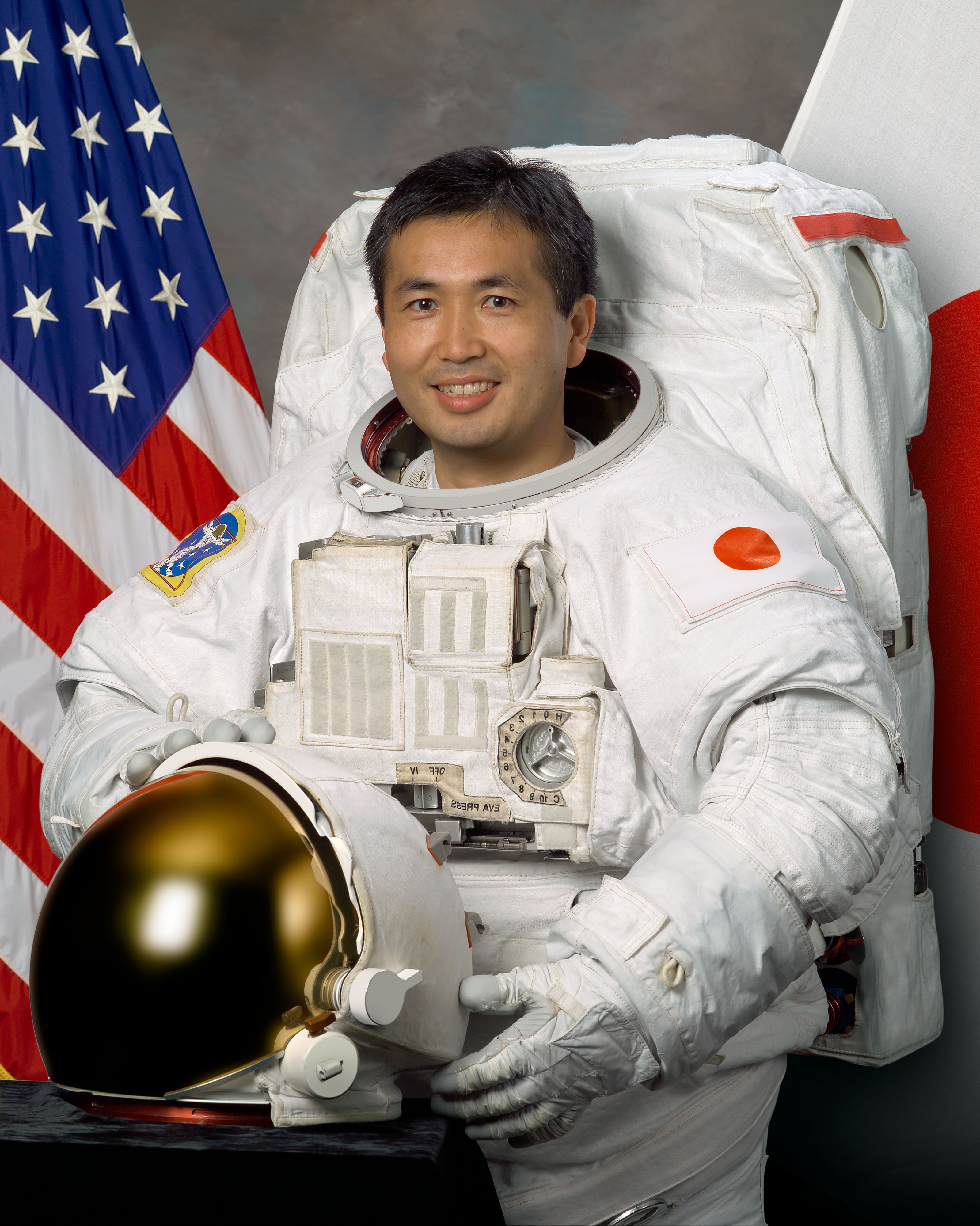
若田光一，太空人，九大校友，首位日本籍國際太空站站長
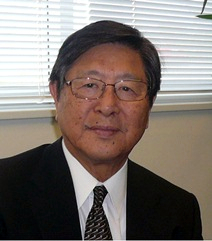
國武豐喜，化學家，九大校友、教授，分子組織化學先驅，京都獎得主
新海征治，化學家，九大校友、教授，分子機器先驅，2016年諾貝爾化學獎候選人
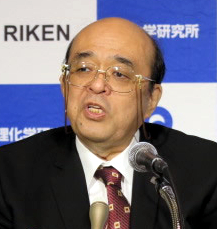
森田浩介，物理學家，九大校友、教授，原子序第113號新元素鉨的發現者
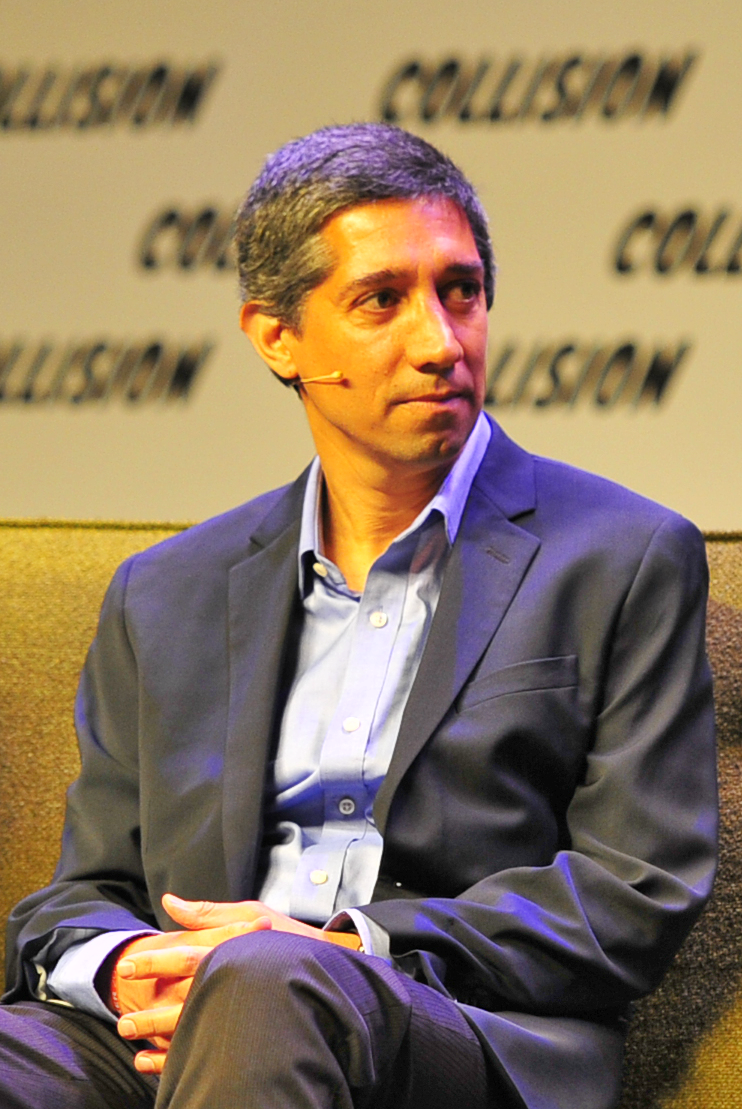
巴巴克·霍賈特（英语：Babak Hodjat），Siri發明者之一，Sentient Technologiese公司CEO

- 川崎恭治 - 物理學家，九大校友、教授，波茲曼獎得主
- 田口玄一 - 統計學家，九大校友，田口方法的發明者
- 中島平太郎（日语：中島平太郎） - 九大校友，CDDA規格的開發者，被譽為「CD之父」

### 醫學、生理學

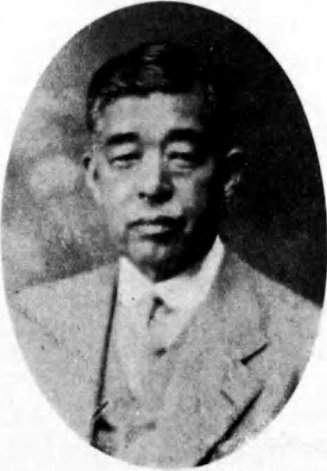
稻田龍吉（日语：稲田龍吉），九大教授，1919年諾貝爾生理學或醫學獎候選人
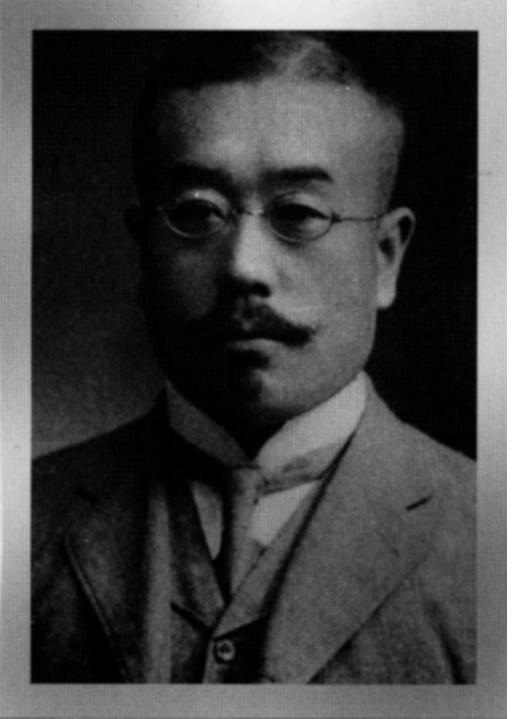
桂田富士郎（日语：桂田富士郎），九大教授，日本血吸蟲的發現者
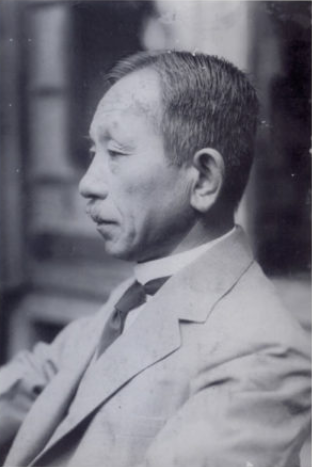
田原淳（日语：田原淳），九大教授，心臟房室結的發現者
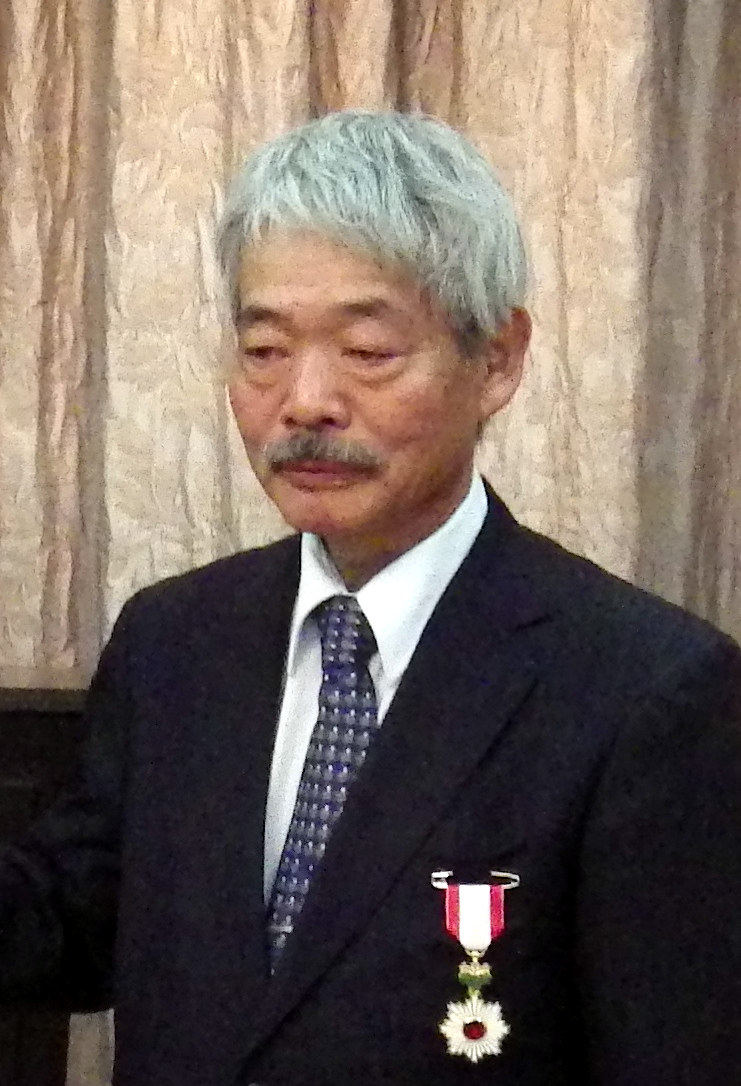
中村哲 - 九大校友、教授，阿富汗難民救助者，拉蒙·麥格塞塞獎得主

- 久保猪之吉（日语：久保猪之吉），九大教授，日本耳鼻喉科學先驅
- 大森治豐（日语：大森治豊），九大教授，日本外科學先驅
- 井戶泰（日语：井戸泰） - 九大校友、教授，1919年諾貝爾生理學或醫學獎候選人
- 小野寺直助（日语：小野寺直助） - 九大校友、教授，1937年諾貝爾生理學或醫學獎候選人
- 山藤一雄 - 九大教授，1964年諾貝爾生理學或醫學獎候選人
- 橋本策（日语：橋本策） - 九大校友，橋本氏甲狀腺炎的發現者
- 根井正利 - 九大校友，美国国家科学院院士，京都獎得主，師從木村資生
- 石野良純 - 九大教授，CRISPR的發現者
- 笹月健彥 - 九大校友、教授，免疫學專家

### 文學、歷史學

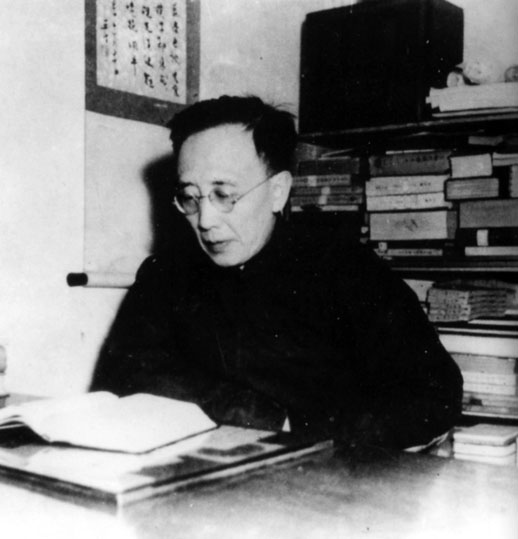
郭沫若，中国文学家、作家、诗人，中國科學院首任院長，中國科學技術大學首任校長
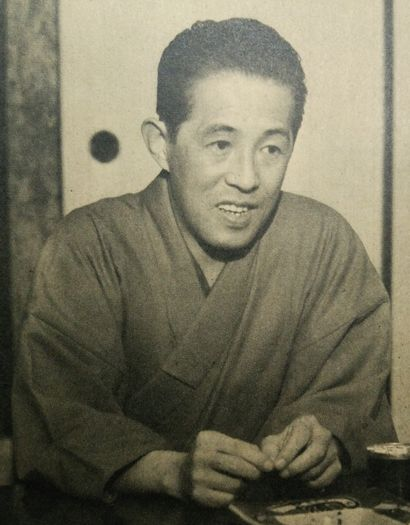
井上靖，日本作家，芥川獎得主，諾貝爾文學獎候選人[7].

- 庄野潤三 - 日本作家，芥川獎得主
- 島尾敏雄 - 日本小說家，讀賣文學獎得主
- 片山恭一 - 日本暢銷作家
- 竹内理三（日语：竹内理三） - 九大教授，日本歷史學家
- 沃夫岡·米歇爾·財津 - 九大教授，醫史學家，文化交流史學家
- 徐興慶 - 日本史學者，台灣中國文化大學校長
- 原泰久 - 漫畫家

### 政治商業界

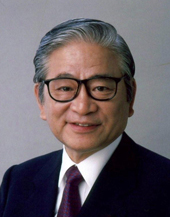
自見庄三郎，日本參議院議員等
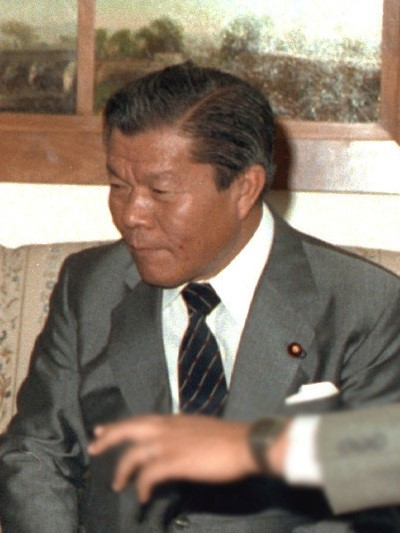
中川一郎，日本眾議院議員等
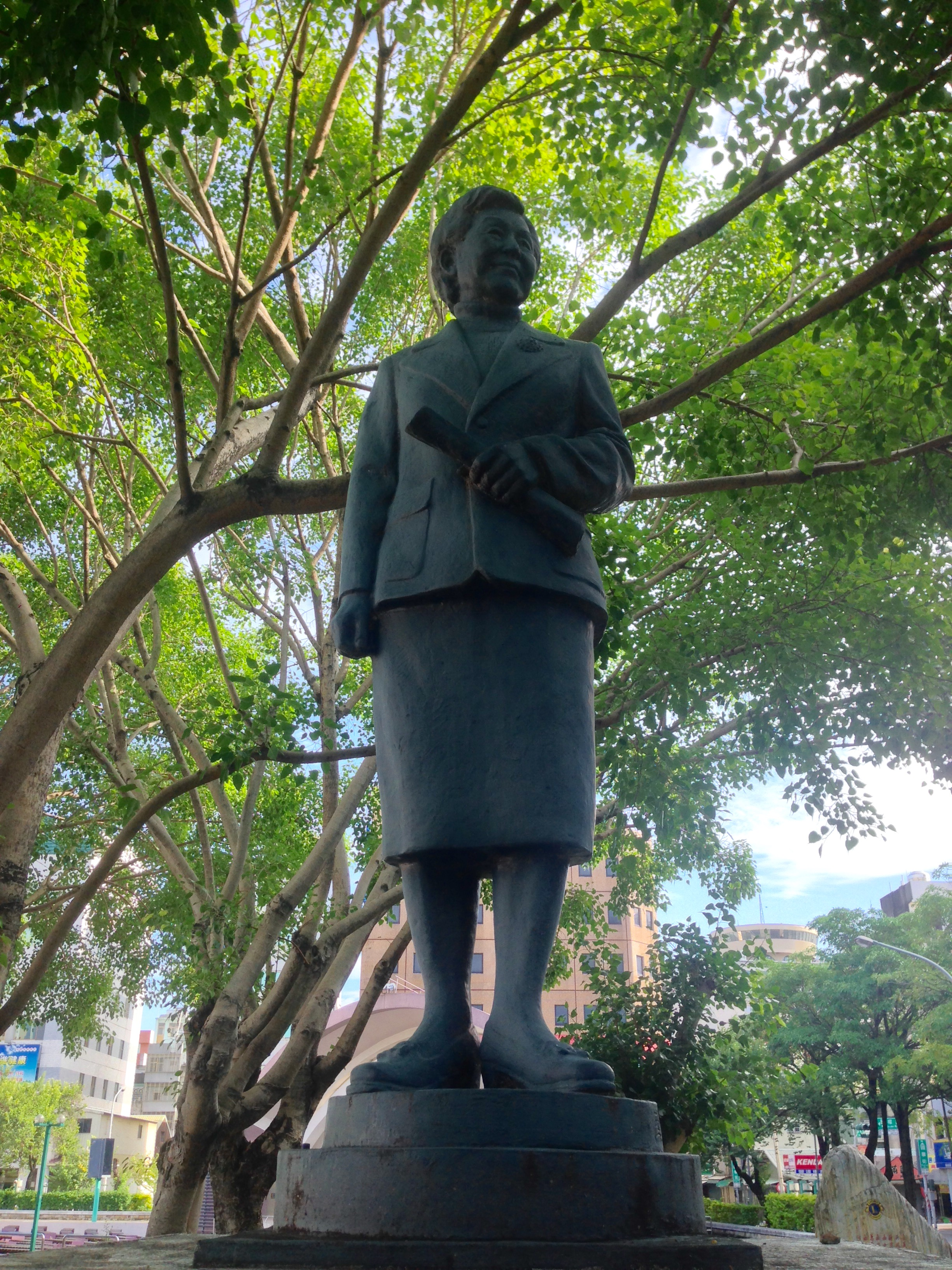
許世賢，台灣醫師，前嘉義市長，台灣史上首位女博士
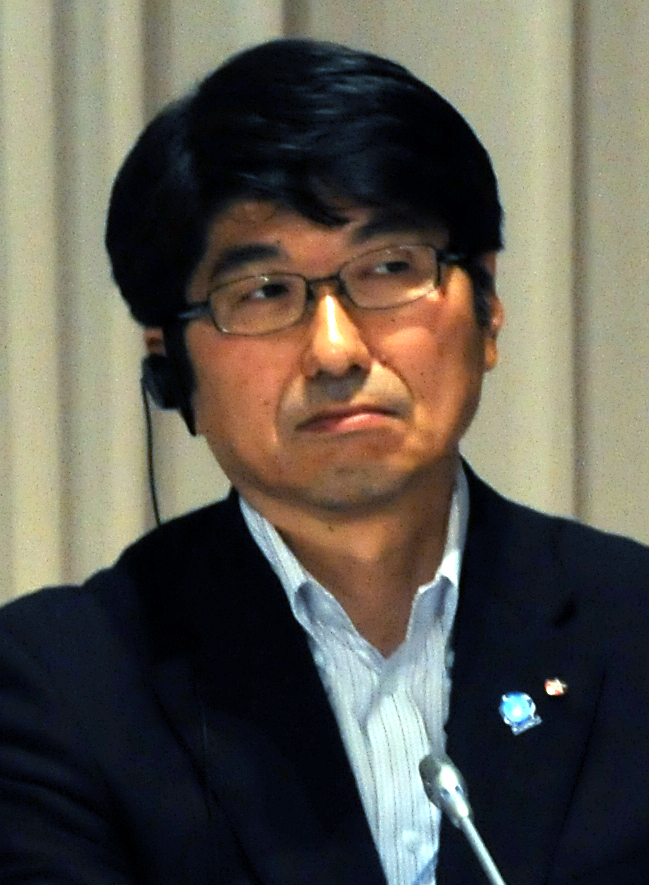
田上富久，日本長崎市市長

- 周百鍊 - 台灣醫師，前代理台北市長
- 黃德慈 - 出生於台灣的美國實業家，新聚思科技創辦人
- 陳玉珍 - 金門縣第十屆立法委員

### 其他臺灣校友
- 林良恭 - 台灣生物學者，東海大學理學院院長
- 連吉時 - 台灣醫學教授，台北萬芳醫院院長(2016)
- 蘇惠卿 - 前國立臺灣海洋大學海洋法律研究所所長
- 魏靜芬 - 台灣國防大學法律系系主任(2016)
- 林震煌 - 國立臺灣師範大學化學系系主任(2016)
- 謝慶良 - 中國醫藥大學教授、前長庚大學教授等
- 曾宇良 - 國立彰化師範大學地理系副教授等
- 劉容伶 - 下水道工程處營管科高級科長等

## 相关项目
- 九州大學活體解剖事件
- 七帝戰
- 日本帝国大学
- 日本大学列表